# Otis Barton
Pour les articles homonymes, voir Barton.
Frederick Otis Barton Jr., né le 5 juin 1899 à New York où il est mort le 15 avril 1992, est un plongeur, inventeur et acteur américain.

## Biographie
Né à New York, Barton, riche et indépendant, après ses études au Harvard College invente le premier bathysphère et effectue une plongée avec William Beebe au large des Bermudes en juin 1930. Ils établissent le premier record de plongée sous-marine en descendant 180 m. En 1934, ils établissent un autre record à 923 m.
Il joue dans le film hollywoodien de 1938, Titans of the Deep (en).
En 1949, Barton établit un nouveau record du monde avec une plongée de 1 372 m dans l'océan Pacifique, à l'aide de son benthoscope (du grec benthos , signifiant « fond marin », et scopein , « voir »), conçu par Barton l'année précédence et Maurice Nelles,.
Barton a écrit le livre The World Beneath the Sea, publié en 1953. Comme Beebe, Barton s'intéressait également à l'exploration des forêts tropicales humides et passa beaucoup de temps dans des endroits comme le Gabon. En 1978, il teste avec succès un « vaisseau spatial de la jungle » (en fait un dirigeable) destiné à filmer la faune.

## Publication
- Adventure on land and under the sea, Longmans, Londres, 1954.